# ケウ・ヤリエンス
ケウ・ヤリエンス（キュー・ヤリーンス、Kew Jaliens, 1978年9月15日 - ）はオランダ出身の元同国代表サッカー選手。ポジションはDF。

## 経歴
1996年に地元スパルタ・ロッテルダムでプロデビューを果たす。ここで3年間で68試合出場と順調に経験を積む。
1999年にヴィレムIIへと加入すると、ディフェンスの要として150試合近い経験を積む。2004年から2011年までの7年間はAZアルクマールでプレーし、2006年には代表デビューも果たしている。2008年の北京オリンピックにはオーバーエイジ枠で出場した。
2011年1月、フリートランスファーでポーランドの強豪ヴィスワ・クラクフと2年半の契約を結んだ。
2013年8月、オーストラリア・Aリーグのニューカッスル・ジェッツFCに移籍。
2015年2月18日、メルボルン・シティFCと6週間の短期契約を結んだ。

## 所属クラブ
- スパルタ・ロッテルダム 1997-1999
- ヴィレムII 1999-2004
- AZアルクマール 2004-2011
- ヴィスワ・クラクフ 2011-2013
- ニューカッスル・ジェッツFC 2013-2015
- メルボルン・シティFC 2015

## 代表歴

### 出場大会
- オランダ代表
  - 2006 FIFAワールドカップ

### 試合数
- 国際Aマッチ 10試合 0得点（2006年-2007年）[3]

| オランダ代表 | 国際Aマッチ | 国際Aマッチ |
| 年           | 出場        | 得点        |
| ------------ | ----------- | ----------- |
| 2006         | 4           | 0           |
| 2007         | 6           | 0           |
| 通算         | 10          | 0           |